# وريد معدي أيمن
الوريد المعدي الأيمن والذي يعرف أيضًا بالوريد البوابي، يقوم بتصريف الدم من الانحناء الصغير للمعدة إلى الوريد البابي الكبدي.
يعتبر هذا الوريد جزء من الدوران البابي.

## وصلات خارجية
- Right+gastric+vein في قاموس إي ميديسين

- درسٌ تشريحي حول stomach مُعدٌ بواسطة ويسلي نورمان (جامعة جورجتاون).
- portalvein